# Provincia de Bolu
Bolu İli es una de las 81 provincias de Turquía, al norte de Ankara.
Tiene una superficie de 10.716 km², que en términos de extensión es similar a la del Líbano, y una población (2000) de 270.654 habitantes. Su densidad es de 25,26 hab./km². La capital es Bolu, con 84.565 habitantes. La ruta entre Estambul y Ankara pasa a través de Bolu, ascendiendo el Monte Bolu, el mayor obstáculo topográfico del recorrido. En la provincia se ubica el parque nacional Yedigöller (Siete Lagos), y el centro de esquí de Kartalkaya.